# Estadio Negeri Pulau Pinang
El Estadio Negeri Pulau Pinang también llamado Pinang State Stadium es un estadio multiusos ubicado en la ciudad de Penang, Malasia. El estadio fue construido para albergar los 8.º Juegos Sukma (Juegos Deportivos de Malasia) del año 2000. Actualmente posee una capacidad para 40 000 espectadores y es utilizado de preferencia para la práctica del fútbol y atletismo.
En la actualidad, en el estadio disputan sus partidos los clubes Penang FA que disputa la Superliga de Malasia y SDMS Kepala Batas FC de la Segunda Liga de Malasia.